# Can Vinyoles (Montagut i Oix)
Can Vinyoles és una masia situada al municipi de Montagut i Oix, a la comarca catalana de la Garrotxa.